# Parallels Desktop
Parallels Desktop for Mac是由Parallels推出的一款为蘋果電腦提供硬件虚拟化的软件。用戶可以通過Parallels Desktop for Mac在蘋果電腦上安裝Windows、Linux发行版、FreeBSD、MS-DOS、EComStation、OS/2、Solaris等系統。  
Parallels Desktop for Mac於2006年6月15日发布，它是第一款能在苹果-英特尔架构的蘋果電腦上使用的虚拟化软件。Parallels Desktop for Mac最初的名称是 "Parallels Workstation for Mac OS X"，不過这个名字在Mac社区并不受欢迎，有些人认为这个名字，尤其是 "工作站 "（Workstation）一词，會让人联想到Microsoft Windows产品，於是Parallels採納了社群的建議，將軟件名更改為"Parallels Desktop for Mac"。

## 另見
- 虚拟桌面
- 虛擬機器
- 硬件虚拟化
- x86虚拟化
- 磁盘映像